# اچ‌ام‌اس مری (۱۷۰۴)
اچ‌ام‌اس مری (۱۷۰۴) (به انگلیسی: HMS Mary (1704)) یک کشتی بود که طول آن ۱۴۵ فوت (۴۴٫۲ متر) بود.